# Erinyes

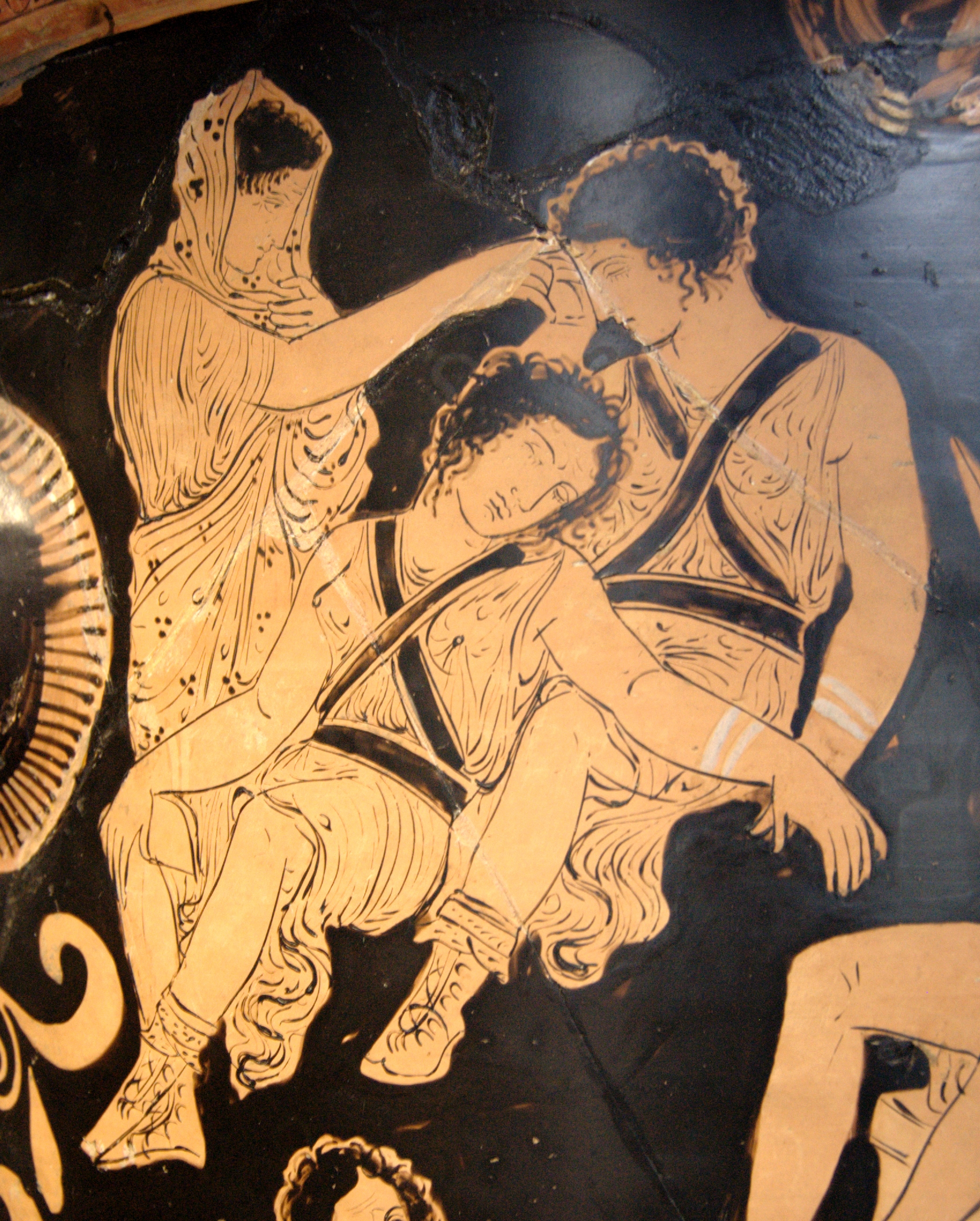
Clytemnestra cố gắng đánh thức các nữ thần Erinyes dậy, 380–370 TCN.

Erinyes (/ɪˈrɪniˌiːz/; hay Erinys /ɪˈrɪnɪs/, /ɪˈraɪnɪs/; tiếng Hy Lạp cổ: Ἐρινύες, pl. of Ἐρινύς, Erinys), cũng gọi là Furies là các nữ thần báo thù trong tôn giáo Hy Lạp cổ đại và trong thần thoại Hy Lạp.
Trong Iliad, họ được gọi là "những nữ thần Erinyes, kẻ dưới trái đất sẽ báo thù loài người, bất kỳ ai đã thề một lời thề sai". Walter Burkert còn cho rằng họ là "hiện thân của hành động tự nguyền rủa bản thân trong lời thề". Tương đương với Erinyes trong thần thoại La Mã là các nữ thần Dirae. Nhà văn người La Mã Maurus Servius Honoratus đã viết khoảng năm 600 sau Công nguyên rằng họ được gọi là "Eumenides" ở địa ngục, "Furiae" trên trái đất và "Dirae" trên thiên đường.
Theo sử thi Theogony của Hesiod, khi thần Titan Cronus giết chết cha mình là Uranus và ném dương vật bị cắt đứt của Uranus xuống biển, những nữ thần Erinyes (cùng với Giants và các nữ thần Meliae) sinh ra từ những giọt máu của Uranus rơi trên trái đất, trong khi nữ thần Aphrodite được sinh ra từ máu của Uranus hòa tan với bọt biển. Còn theo Aeneid của Virgil, những nữ thần Erinyes là con gái của Pluto (Hades) với nữ thần bóng đêm Nox Nyx. Các nữ thần Erinyes bao gồm Alecto ("bất tận" - trừng phạt tội ác vi phạm nhân phẩm đạo đức), Megaera ("thịnh nộ ghen tuông" - trừng phạt sự bội tín, không chung thủy, thất hứa, trộm cắp) và Tisiphone ("hủy diệt báo thù" - trừng phạt tội giết người), cả ba nữ thần đều cùng xuất  hiện trong sử thi Aeneid.